# Império do Espírito Santo de Santiago
O Império do Espírito Santo de Santiago é um Império do Espírito Santo português que se localiza na freguesia açoriana do Santa Cruz, lugar da Serra de São Tiago concelho da Praia da Vitória, ilha Terceira, arquipélago dos Açores.
Este Império do Espírito Santo tem a sua fundação no século XX mais precisamente no ano de 1964.